# Liga ortodoxă
Liga ortodoxă a fost un cotidian editat de Alexandru Macedonski, care a apărut între 20 iulie 1896 și 1 ianuarie 1897.
În suplimentul literar săptămânal al acestui cotidian au debutat Ion N. Theodorescu (la vârsta de 16 ani, sub pseudonimul Ion Theo, viitorul Tudor Arghezi) și Grigore Pișculescu (cunoscut mai târziu ca Gala Galaction). 